# Menopausia en España
La menopausia en España es un tema que históricamente ha sido tabú y se ha visto con desdén e indiferencia. Para muchas personas de la sociedad española, las mujeres con menopausia ya no tenían valor reproductivo ni interés sexual para los hombres. Históricamente, la atención sanitaria pública tampoco se preocupó de las mujeres menopáusicas por razones similares, dejando que la salud privada se ocupara de ellas. Como consecuencia de ello, España ha tardado en atender las necesidades de las mujeres con menopausia.
La menopausia se produce porque la mujer comienza a perder progresivamente su función ovárica y por tanto baja la producción de las hormonas, los estrógenos y progesterona. Por lo tanto, puede aumentar la posibilidad de arteriosclerosis o de osteoporosis, pero siempre que haya determinados factores de riesgo y de predisposición: la menopausia no es la causa per se, sino que el descenso de estrógenos puede funcionar como un causante más. Así, se crean una serie de cambios fisiológicos y psicológicos en las mujeres durante este período.
En 2023, la edad media en la que una mujer española experimentó el inicio de la menopausia fue de 51 años. El rango normal en España para las mujeres que atraviesan la menopausia fue entre 48 y 54 años.El porcentaje de mujeres posmenopáusicas en España que utilizaban terapia de reemplazo hormonal era menor a principios de la década de 2000 que en otros países de la Unión Europea.
Existen una serie de implicaciones negativas más amplias para la salud de las mujeres que han pasado por la menopausia en España. Estos incluían riesgos relacionados con la salud cardiovascular,fracturas vertebrales osteoporóticas, y empeoramiento de la calidad del sueño.
La menopausia se ha convertido en un tema político en la década de 2020. También formaba parte de la estrategia electoral del PSOE para 2023 incluir el debate sobre la menopausia entre otras cuestiones de género en la sociedad española.

## Inicio de la menopausia
Según la Asociación Española para el Estudio de la Menopausia, ésta se produce porque la mujer comienza a perder progresivamente su función ovárica y por tanto baja la producción de las hormonas, los estrógenos y progesterona. Francisco Donat, catedrático y ginecólogo de la Universidad de Valencia, señala que esa disminución de estrógenos puede hacer que determinados efectos protectores desaparezcan: «Puede aumentar la posibilidad de arteriosclerosis o de osteoporosis, pero siempre que haya determinados factores de riesgo y de predisposición. Es muy importante insistir en que la menopausia no es la causa de la osteoporosis. Pero ese descenso de estrógenos puede funcionar como un factor de riesgo más».

## Historia
En España, la menopausia ha sido históricamente tratada como una enfermedad o con burla. Esto solo comenzó a cambiar a principios de la década de 2020. Una de las razones históricas por las que la menopausia ha sido tratada con burla es porque en España el cuerpo femenino se ha asociado durante mucho tiempo con el placer sexual masculino y su valor reproductivo, por ende, la menopausia no cumple ninguno de esos propósitos. España ha tardado en atender las necesidades de las mujeres con menopausia. Durante muchos años, la atención sanitaria pública no las apoyó, así que tuvieron que recurrir a la sanidad privada.
Los textos médicos españoles que cubrían la menopausia en la década de 1980 sugerían que se les dijera a las mujeres que si tenían sofocos, debían abanicarse. También se les decía que si experimentaban sequedad vaginal, debían usar lubricante. Este enfoque médico de la menopausia en España no comenzó a cambiar hasta principios de la década de 1990. Hasta esos años, las mujeres sufrían en silencio la menopausia. En muchos casos, cuando hablaban con sus médicos sobre sus síntomas, no las tomaban en serio. Un estudio realizado por investigadores afiliados a la Universidad de Sevilla en 2014, encontró que muchos jóvenes en la provincia de Sevilla asociaban la menopausia con estereotipos negativos sobre las mujeres, incluyendo que representaba una pérdida y estaba asociada con la vejez. Para las mujeres mayores de la misma provincia, el tema de la menopausia era tabú. La percepción de la menopausia por parte de las mujeres de mediana edad era que esta causaba ansiedad, depresión y miedo.
Una de las consecuencias del aumento de la esperanza de vida en la España postfranquista, fue que cada vez más mujeres pasaron por la menopausia. Sólo en los últimos veinte años se han utilizado en España enfoques multidisciplinares para su tratamiento, en los que han participado hospitales y centros de salud, tanto privados como públicos. 
La Escala Cervantes se desarrolló en España en la década de 2000, en reemplazo de la Escala de Blatt y Kupperman de los años 1950, como un medio para monitorear los síntomas, los riesgos y la calidad de vida de las mujeres menopáusicas. La escala tiene 31 preguntas. Contribuyó a desarrollar un seguimiento poblacional a gran escala de la salud de las mujeres menopáusicas y posmenopáusicas en España, proporcionando datos confiables sobre el tema para los tomadores de decisiones en políticas de salud.

## Factores que afectan la salud relacionada con la menopausia y el inicio de la menopausia
En 2011, alrededor del 65 % de las mujeres menopáusicas españolas experimentaron síntomas tan graves que afectaron negativamente a su calidad de vida, pues pasan por cambios fisiológicos y psicológicos durante la menopausia. En 2008, la edad media de inicio de la menopausia en las españolas fue de 48,4 años, en comparación con los 48,7 de Grecia, los 48,4 de Marruecos, los 48,0 de México y China. En 2008, la insuficiencia ovárica prematura se consideraba a los 40 años de edad y el inicio promedio de la menopausia era a los 47 años de edad. En 2023, la edad media experimentó un retraso, ya que se calculó que iniciaba a los 51 años. El rango normal en España para las mujeres que atraviesan la menopausia fue entre 48 y 54 años.

### Fumar
Entre 1992 y 1996, se reclutaron y siguieron durante tres años mujeres premenopáusicas en cinco partes de España incluidas Asturias, Granada, Murcia, Navarra y San Sebastián, como parte del estudio EPIC. Después de recopilar inicialmente datos sobre su dieta, estilo de vida, medidas antropométricas y hormonas reproductivas y exógenas, tres años más tarde se recopilaron los mismos datos, incluido esta vez el estado de la menopausia. 1166 de las 12 562 mujeres involucradas en el estudio se convirtieron en posmenopáusicas. Las fumadoras de la cohorte comenzaron la menopausia a una edad más temprana que otras.

### Anticonceptivos orales
Un estudio de varios años realizado entre 1992 y 1996 sobre mujeres en seis regiones de España, encontró que las usuarias de anticonceptivos orales comenzaban la menopausia más tarde que aquellas que no las consumían, junto con mujeres que tenían períodos irregulares y un mayor número de embarazos.

### Dieta
En el mismo estudio realizado entre 1992 y 1996 en mujeres de seis regiones de España, descubrió que la dieta no desempeñaba ningún papel en el inicio de la menopausia. En 2008, el 50 % de las mujeres experimentaron síntomas vasomotores, es decir, sofocos como resultado de una disfunción de la temperatura, debido a cambios en las hormonas gonadales durante la menopausia. América Latina en su conjunto tuvo una tasa similar, con un 49,3 %, inferior a la de Marruecos con un 61 % y mucho más alta que la de China con un 15,1 %, el 22, % en Japón, el 24 % en Eslovenia, el 26,2 % en Australia, el 37,8 % en los Estados Unidos y el 38 % en Taiwán.

### Disfunción sexual
Un estudio publicado en 2021 sobre los ataques de migraña y la disfunción sexual en el que participaron pacientes de ocho clínicas de cefaleas de España concluyó que, si bien las personas con migraña tienen más probabilidades de sufrir disfunción sexual, esta en sí no era un factor de riesgo de disfunción sexual. En cambio, ser mujer, mayor, tener la menopausia y estar deprimida eran causas más importantes de disfunción sexual.

### Desinformación
Un estudio español realizado por COEM durante el período de confinamiento de la pandemia de COVID-19 en España sobre los tratamientos de la menopausia y las opiniones de las mujeres sobre estos, encontró que el 42 % de las mujeres tomaban terapia hormonal para la menopausia (THM). El 65,6 % de las mujeres dijo que la THM era para los sofocos. Los riesgos falsos percibidos por tomar THM incluyeron que el 24,2 % creía que aumentaría de peso y el 21,7 % creía que daría lugar a mayores posibilidades de contraer cáncer de mama.

### Violencia de género
En 2013, se realizó un estudio en mujeres de 40 a 59 años de la provincia de Zaragoza utilizando la Escala de Valoración de la Menopausia (MRS) y otro cuestionario. Se encontró que el síntoma de menopausia más común para estas mujeres era el músculo esquelético. Después de eso, el siguiente síntoma más común eran los sofocos. Cuanto mayor era la mujer cuando pasó por la menopausia, cuanto mayor era su índice de masa corporal y cuanto mayor era la edad de su pareja, más probabilidades tenía de tener sofocos. Las mujeres con los síntomas psicológicos más graves como resultado de la menopausia eran aquellas que tenían antecedentes de tratamiento psiquiátrico y de violencia de género. Los antecedentes de violencia de género, problemas con las relaciones sexuales, incontinencia urinaria y una pareja alcohólica también se correlacionaron fuertemente con los síntomas urogenitales como resultado de la menopausia.

### Entorno vital
Un estudio que analizó las diferencias entre las mujeres posmenopáusicas en España que viven en áreas rurales frente a las residentes de áreas urbanas encontró que, mientras que las últimas tenían más probabilidades de haber tenido síntomas de menopausia normales o más severos, las mujeres en áreas rurales tenían más probabilidades de haber experimentado sofocos, depresión, dolor en las articulaciones y hormigueo. 

## Implicaciones más amplias para la salud durante y después de la menopausia

### Cáncer
El fármaco Denosumab ayudó a reducir la pérdida ósea en mujeres posmenopáusicas con estados hipogonádicos creados por la quimioterapia en el cáncer de mama y otros tipos de cáncer. En 2014, la Sociedad Española de Menopausia se reunió para desarrollar un conjunto de recomendaciones sobre cómo se debe utilizar el fármaco correctamente basándose en la mejor evidencia disponible.

#### Cáncer de mama y de ovario
En España, las mujeres portadoras de RAD51D, un gen vinculado a una mayor susceptibilidad al cáncer de mama y de ovario, tenían más probabilidades de desarrollar tumores ováricos premenopáusicos que otras mujeres.

### Salud cardiovascular
Las mujeres posmenopáusicas en España tienen mayor riesgo de sufrir un evento cardiovascular que las mujeres que no han pasado por la menopausia.
Un estudio longitudinal sobre la salud cardiovascular de mujeres posmenopáusicas en España entre 2011 y 2017 encontró que la incidencia de mortalidad cardiovascular fue del 4%, con factores de riesgo aumentados de menor a mayor incluyendo consumir verduras menos de una vez por semana, exceso de sueño de más de nueve horas por noche y tener como principal actividad diaria estar sentado.

### Síndrome genitourinario
El síndrome genitourinario es común en mujeres posmenopáusicas en España, y alrededor del 70% de ellas padecen esta afección. Los síntomas más frecuentes fueron sequedad vaginal en un 93,3%, disminución de la lubricación durante la actividad sexual en un 90,0% y disminución de la humedad en la vulva y la vagina en un 93,7%. Las condiciones comórbidas frecuentes en mujeres españolas con síndrome genitourinario fueron incontinencia urinaria, vejiga hiperactiva y prolapso vaginal. A pesar de la condición, el síndrome genitourinario tuvo muy poco impacto en la calidad de vida más allá de la actividad sexual y la imagen corporal de las mujeres posmenopáusicas en España.

### Migrañas y dolores de cabeza
Debido a los cambios hormonales como consecuencia de la menopausia, muchas mujeres en España que eran propensas a sufrir migrañas ven una marcada mejoría, con menos migrañas y menos intensas.

### Osteoporosis
La menopausia puede desencadenar o acelerar la osteoporosis. Evitar el tabaco y el consumo excesivo de cafeína puede ayudar a prevenir dolor adicional y deterioro como resultado de la osteoporosis.
A finales de la década de 2000, las enfermedades y dolencias relacionadas con la deficiencia de estrógenos eran la tercera causa principal de muerte entre las mujeres en España. Entre estas enfermedades se encontraban la osteoporosis. Solo las enfermedades cardíacas y el cáncer ocupaban un lugar más alto.Un estudio realizado en mujeres en España en 2005 concluyó que era útil monitorear los marcadores bioquímicos tanto en mujeres posmenopáusicas como en mujeres no osteoporóticas que recibían terapia de reemplazo hormonal.
Un estudio de 2014 sobre la prevalencia de fracturas vertebrales osteoporóticas en mujeres españolas en 2006 encontró que las mujeres en la menopausia temprana tenían un mayor riesgo de sufrir este tipo de lesiones. El fármaco Denosumab ayudó a reducir la pérdida ósea en mujeres posmenopáusicas con estados hipogonádicos creados por la quimioterapia en el cáncer de mama y otros tipos de cáncer. En 2014, la Sociedad Española de Menopausia se reunió para desarrollar un conjunto de recomendaciones sobre cómo se debe utilizar el fármaco correctamente basándose en la mejor evidencia disponible.

### Obesidad
En España, varios estudios han demostrado en mujeres postmenopáusicas que existe una relación entre la obesidad y varios tipos de cáncer, incluido el cáncer de colon y de mama.

### Dormir
Según Raúl Quevedo-Blasco, afiliado al Centro de Investigación Mente, Cerebro y Conducta de la Universidad de Granada, las horas totales de sueño que una mujer necesita en promedio se ven afectadas por variables como la menstruación y la menopausia. Esto se desprende ya de las diferencias entre sexos, como afirma la neuróloga María José Abenza, de la Unidad del Sueño del Hospital Universitario Infanta Sofía, porque las mujeres ya son más propensas al insomnio y al síndrome de piernas inquietas. Estas dos variables hacen que las mujeres necesiten dormir más en general que los hombres. Las variaciones de estrógeno, testosterona y progesterona como resultado de pasar por la menopausia significan que las mujeres menopáusicas son mucho más propensas al insomnio y necesitan más sueño que los hombres de la misma edad.

## Tratamiento

### Menopausia
Según un panel de expertos de la Sociedad Española de Menopausia, la Sociedad Española de Fertilidad y la Sociedad Española de Contracepción, el mejor tratamiento para aliviar los principales síntomas de la insuficiencia ovárica primaria (IOP), también conocida como menopausia precoz, es la terapia hormonal hasta que se cumplan los cincuenta y un años. Para aquellas mujeres con IOP que quieran quedarse embarazadas, la mejor opción es la FIV mediante donación de ovocitos/embriones.
A finales de la década de 2000, los médicos de atención primaria tenían una amplia experiencia en el trato con mujeres y en cuestiones preventivas relacionadas con la menopausia, lo que incluía mencionar las pruebas de detección del cáncer de cuello uterino y de mama y analizar las opciones anticonceptivas adecuadas.A finales de la década de 2000, el consejo terapéutico era utilizar la terapia de reemplazo hormonal solo para prevenir ciertos aspectos de la menopausia que aumentaban los riesgos de otros problemas: no debería utilizarse para tratar los síntomas de la menopausia ni los síntomas de la menopausia en sí. En cambio, se deberían fomentar los cambios en la dieta y el ejercicio adecuado, especialmente para controlar la osteoporosis.Para tratar la atrofia vaginal como consecuencia de la menopausia, el método más común en España en 2008 fue el uso de pequeñas dosis de estrógeno administradas por vía vaginal, generalmente dos o tres veces por semana. La marca principal fue Estrodial. 

### Posmenopausia
A finales de la década de 1990, la práctica médica española habitual hacía que solo el 5% de las mujeres candidatas a una terapia de reemplazo hormonal (TRH) acudieran regularmente al médico para hablar de su salud ginecológica o acudir al ginecólogo. Esto tenía consecuencias negativas para esas mujeres, ya que dificultaba el control de la menopausia. El porcentaje de mujeres posmenopáusicas en España que utilizaban terapia de reemplazo hormonal era menor a principios de la década de 2000 que en otros países de la Unión Europea.
El zoledronato es un medicamento que se utiliza para tratar la osteoporosis posmenopáusica. Se administra en dosis de 5 mg por vía intravenosa una vez al año. En 2008, en España, este medicamento estaba etiquetado como de «uso hospitalario», lo que limitaba el acceso de las mujeres en algunos casos, a pesar de que podía administrarse de forma ambulatoria en centros de atención primaria.

## Servicios de información
En 2001, el nivel de información sobre atención primaria de salud proporcionada por los gobiernos regionales y los servicios de salud regionales varió considerablemente. El 54% de toda la información fue proporcionada por dos regiones, la Comunidad de Madrid y Andalucía. Gran parte de la información proporcionada por estos gobiernos regionales y servicios de salud en relación con la atención primaria se refería a temas de salud sexual que afectan a las mujeres, como la menopausia y el embarazo.
En 2008, los datos de la Colaboración Cochrane que contenían información sistemática de revisiones clínicas y de salud estaban disponibles de forma gratuita a través del sitio web del Ministerio de Sanidad. El acceso a estos datos era importante para los médicos de atención primaria, ya que les permitía acceder a datos confiables para apoyar a sus pacientes, en lugar de buscar dicha información en múltiples fuentes no conectadas.
La aplicación para la menopausia Kala se lanzó en mayo de 2024. Desarrollada por Talia Leibovitz con el apoyo de la Universidad Abierta de Cataluña, fue la primera aplicación en español de su tipo. La aplicación tenía una guía de todos los aspectos de la menopausia, un rastreador de síntomas, un foro comunitario, meditación guiada, un diario de emociones, acceso a servicios que brindan apoyo profesional a las mujeres que atraviesan la menopausia, una forma de realizar un seguimiento de todos los informes médicos relacionados con el tratamiento de la menopausia y programas de bienestar emocional y físico integrados.

## El debate político en torno a la menopausia
En julio de 2021, el PSOE estaba realizando un estudio para determinar cómo afectaba la menopausia a las mujeres como parte de su lista de iniciativas basadas en el género. Esto formaba parte de sus preparativos para desarrollar un programa electoral para el próximo ciclo electoral y como parte de sus objetivos generales en torno a la legislación planificada antes de esas elecciones. Su plan era reducir la necesidad de asistencia médica eliminando el estigma social que la rodea y proporcionando más servicios sociales para las mujeres que atraviesan la menopausia.En marzo de 2023, la ministra de Igualdad, Irene Montero, afirmó: «Va a tocar hablar del placer de las mujeres y del deseo sexual de las mujeres de 50, de 60, de 70 y de 80. Y va a tocar hablar de tener relaciones sexuales con la regla».
Mónica García de Más Madrid citó a la ginecóloga Jen Gunter en la Asamblea de Madrid de febrero de 2023 diciendo «No hay mayor acto de feminismo que hablar de un cuerpo menopáusico en la sociedad actual». O como decía la escritora y poeta Gioconda Belli en esta entrevista:«Hay que sacar la menopausia del clóset».

## Leyes relacionadas
La Ley Orgánica 1/2023, de 28 de febrero, por la que se modifica la Ley Orgánica 2/2010, de 3 de marzo, de salud sexual y reproductiva y de la interrupción voluntaria del embarazo menciona la menopausia: «Con el fin de promover los derechos sexuales y reproductivos, las administraciones públicas, en el marco de sus respectivas competencias, impulsarán campañas de concienciación dirigidas a toda la población, que promuevan los derechos previstos en esta ley orgánica, lo que incluye la corresponsabilidad en el ámbito de la anticoncepción, la eliminación de los estereotipos de género en el ámbito de las relaciones sexuales, la promoción de los derechos reproductivos con especial énfasis en la interrupción voluntaria del embarazo, el embarazo, parto y puerperio y la promoción de la salud durante la menstruación en las diferentes etapas de la vida y de la salud durante la menopausia y después de esta».